# Wouter Sybrandy
Wouter Sybrandy (20 februari 1985) is een voormalig Nederlands professioneel wielrenner. Sybrandy reed meest recent voor het Nuun-Sigma Sport-London team. Daarvoor reed hij voor Team IG-Sigma Sport.

## Biografie
Sybrandy groeide op in Nederland maar bracht zijn volledige fietscarrière door in het Verenigd Koninkrijk. Ondanks zijn Nederlandse nationaliteit werd hij in 2008 tweede in de British National Time Trial Championships na Michael Hutchinson. In 2012 crashte Sybrandy tijdens de laatste etappe van de Tour of Britain. Hij hield hier breuken aan zijn jukbeen, oogkas en drie onderste rugwervels aan over. Toen Team IG-Sigma Sport aan het eind van het wielerseizoen in 2013 stopte, besloot Sybrandy weer fulltime te gaan werken terwijl hij doorfietste met steun van Sigma Sport, de sponsor van zijn oude team. In 2015 was Sybrandy kopman voor zijn team Nuun-Sigma Sport-London.

## Belangrijkste resultaten
20072e Time trial, National Under–23 Road Championships
20082e Time trial, National Road Championships
2e Redmon Grand Prix des Gentlemen (with Paul Innes)
20091e East Yorkshire Classic Roadrace
5e Time trial, National Road Championships
2010
1e Redmon Grand Prix des Gentlemen (with Jeff Marshall)
3e Ryedale Grand Prix
9e Algemeen klassement Tour of the Reservoir
2011
1e Glade Spring Road Race
9e Algemeen klassement Rás Tailteann
20122e Algemeen klassement Tour of Jamtland
7e Rutland–Melton International CiCLE Classic
7e Algemeen klassement Tour Doon Hame
20131e Team time trial, National Road Championships (with Joe Perrett and Andrew Griffiths)
20151e Addiscombe CC Open 10 mile TT
9e Chorley Grand Prix 141